# Зверинец (Вологодская область)
Зверинец — деревня в Шекснинском районе Вологодской области.
Входит в состав сельского поселения Сиземского, с точки зрения административно-территориального деления — в Сиземский сельсовет.
Расстояние до районного центра Шексны по автодороге — 33 км, до центра муниципального образования Чаромского по прямой — 10 км. Ближайшие населённые пункты — Марьино, Сизьма, Большой Овинец, Прядино, Дубки, Копылово.
По переписи 2002 года население — 11 человек.